# 蒙泰居 (路易斯安那州)
蒙泰居（英語：Montegut）是位於美國路易斯安那州泰勒博恩堂區的一個普查規定居民點。

## 人口
根據2020年美國人口普查的數據，蒙泰居的面積為11.70平方千米，當中陸地面積為10.80平方千米，而水域面積為0.90平方千米。當地共有人口1465人，而人口密度為每平方千米125.21人。